# Karolina Kedzierska
Karolina Kedzierska (ur. 14 września 1987 w Malmö) – reprezentantka Szwecji w taekwondo. Wicemistrzyni Europy 2006 z Bonn i brązowa medalistka mistrzostw w Rzymie w 2008. Uczestniczka Igrzysk Olimpijskich 2008 w Pekinie, gdzie przegrała mecz o brązowy medal z Brazylijką Natalią Falavigną 2:5. Obecnie mieszka w Malmö i reprezentuje klub GAT Enighet.